# Iron Curtain Trail

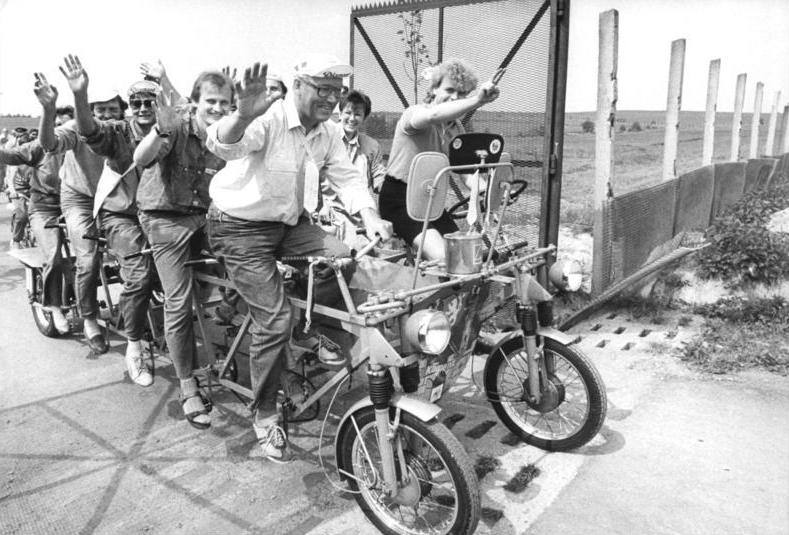
Граница между ГДР и ФРГ, часть туристско-рекреационного пояса «Железный занавес»

Трансъевропейский велосипедный путь «Железный занавес» (нем. Der Europa-Radweg «Eiserner Vorhang», англ. «Iron Curtain Trail» (ICT)) имеет протяжённость примерно 7000 километров и протягивается от Баренцева моря на севере до Чёрного моря на юге.

## История
Здесь во времена холодной войны между востоком и западом, а точнее между странами Варшавского договора и НАТО, проходила граница военных блоков. Член Европарламента Михаэль Крамер, представляющий немецких зеленых в 2005 году предложил идею организации вдоль утратившей силу границы блоков дальнего велосипедного туристского маршрута с тем, чтобы новые поколения не забывали об историческом прошлом своих стран и в целом Европы. Европарламент отнёсся к идее с одобрением и выразил желание оказать проекту финансовую и иную помощь.
Чуть ранее (2002 год) Европейский парламент принял решение о содействии формированию на этой бывшей границе военных блоков так называемого «Зелёного пояса», то есть превращению приграничных территорий в зону заповедных парков и охраняемых природных территорий, что может усилить туристскую привлекательность территории «Железного занавеса».

## Этапы
Велосипедный транс-европейский путь «Железный занавес» официально разбит на три части:
- Северная. Включает пограничные с Россией территории Норвегии и Финляндии, далее на юг по балтийскому побережью России, Эстонии, Латвии, Литвы, Калининградской области России  (от Куршской Косы напрямую в сторону Калининграда) и Польши до Германии.
- Немецкая. От побережья Балтийского моря на юг вдоль бывшей границы ГДР и ФРГ.
- Южная. Вдоль границы Чехии с Германией и Австрией, Словакии с Австрией, Венгрии с Австрией, Словенией, Хорватией и Сербией, Румынии с Сербией, Болгарии с Сербией, Македонией, Грецией и Турцией.

## Маркировка
Официальная маркировка велосипедного маршрута представляет собой голубой квадрат, на котором по кругу размещены 12 пятиконечных жёлтых звёзд (символика Евросоюза). Внутри звёздного поля обозначены три буквы латинского алфавита: «ICT» (Iron Curtain Trail) и эти же три слова размещены на нижней стороне квадрата. Маршрут маркируется вдоль всего «Железного занавеса».